# Sinophorus popofensis
Sinophorus popofensis là một loài tò vò trong họ Ichneumonidae.